# Festival de Sciences et Génie
 (août 2021).
Si vous disposez d'ouvrages ou d'articles de référence ou si vous connaissez des sites web de qualité traitant du thème abordé ici, merci de compléter l'article en donnant les références utiles à sa vérifiabilité et en les liant à la section « Notes et références ».
Pour les articles homonymes, voir FSG.
Le Festival de Sciences et Génie (FSG) est un festival étudiant ayant lieu à chaque année, en janvier, à l'Université Laval, à Québec. Il s'agit d'une compétition amicale d'activités variées, étalées sur grosso modo deux semaines, organisée pour et par les étudiants des différents domaines des sciences et du génie. La première édition du Festival a eu lieu en janvier 1976. L'événement s'est par la suite tenu à chaque année sans trêve : le Festival 2015 était donc la 40e édition.

## Histoire
Le Festival des Sciences et Génie a été tenu pour la première fois en 1976. Les étudiants de la Faculté des sciences et de génie de l'Université Laval avaient alors mis sur pied une série d'activités variées dans lesquelles allaient s'affronter, amicalement, les différents départements de la Faculté. Le but recherché était alors de briser la routine et le sérieux universitaire, afin de permettre aux étudiants de socialiser et d'apprendre à mieux se connaître, tout en s'amusant. L'ambiance festive du Festival a été dès ses débuts appréciée des étudiants : c'est ainsi qu'année après année les éditions se succédèrent et que l'événement prit de plus grandes proportions.
Lors de la 37e édition en janvier 2012, plus de 250 heures d'activités, réparties sur deux semaines, étaient organisées ; 16 départements y participaient.

## Activités
Les activités du Festival sont nombreuses et variées : épreuves académiques et techniques, compétitions sportives, concours artistiques, improvisation, jeux loufoques, etc. Une grande proportion de celles-ci varient d'une année à l'autre, tandis que d'autres, les «principales», demeurent plus longtemps. Dès les débuts du Festival, la Course à l'Exploit en a été l'épreuve la plus importante, du moins celle qui a eu le plus grand impact dans les médias de la région et d'ailleurs.

### La Course à l'Exploit
La Course à l'Exploit fut dès les débuts du Festival de Sciences et Génie l'activité qui donnait aux vainqueurs le plus grand nombre de points, mais celle aussi qui eut l'impact le plus important auprès des médias de la région de Québec. Le but de cette activité était de créer un coup d'éclat, une action extraordinaire, qui devait être corroborée par des reportages écrits, radiodiffusés ou télévisés. En bref, un acte qui allait faire connaître le Festival à tous les citoyens de la région.
Les Exploits gagnants ont tous eu des échos nombreux dans les journaux et téléjournaux de Québec. Au départ, la plupart des reportages étaient positifs ou neutres, mais plus les éditions passèrent, plus les Exploits commencèrent à faire des mécontents dans la région. L'image du Festival en devint assombrie et la Course à l'Exploit cessa d'exister, pour faire place à une nouvelle «activité principale» à partir de 2008.
| Année | Département(s) gagnant(s)                  | Exploit(s) gagnant(s) |
| ----- | ------------------------------------------ | --- |
| 1980  | Géologie                                   | «OUI» lumineux sur l'édifice G |
| 1981  | Génie électrique                           | Banderole entre les ponts de Québec et Pierre-Laporte                                                                             |
| 1982  | Génie minier                               | Tunnel de 275 pieds derrière le pavillon Vandry                                                                                   |
| 1983  | Génie civil                                | «Pont Pierre-Laporte» entre les pavillons Pouliot et Vachon                                                                       |
| 1984  | Génie civil                                | Mise en vente du Parlement de Québec                                                                                              |
| 1985  | Génie civil                                | Trois cochonnets sur la glace du Colisée                                                                                          |
| 1986  | Génie civil                                | Réplique sur neige du barrage Daniel Johnson (Manic 5)                                                                            |
| 1987  | Génie mécanique & Génie civil (ex æquo)    | Levée de fonds de 16 000 $ pour la fondation Mira (génie mécanique) & Illusion d'un tunnel sur l'autoroute Dufferin (génie civil) |
| 1988  | Génie civil                                | Poste de péage sur le libre-échange                                                                                               |
| 1989  | Génie civil                                | Pont de Québec à sens unique |
| 1990  | Génie chimique                             | Garry Whipp à la chefferie du PLC                                                                                                 |
| 1991  | Génie civil                                | Eric Lindros sur la patinoire du Colisée                                                                                          |
| 1992  | Génie civil                                | Installation d'un condom géant sur le Château d'Eau de Beauport                                                                   |
| 1993  | Génie chimique                             | Opération «Tarte à la crème» |
| 1994  | Génie rural                                | Sauver le taureau |
| 1995  | Génie chimique & Génie mécanique (ex æquo) | Québec 2002 (génie chimique) & Simulation de l'atterrissage d'un OVNI (génie mécanique)                                           |
| 1996  | Génie métallurgique                        | Pièce de monnaie québécoise |
| 1997  | Génie mécanique                            | Illusion d'une poutre se détachant du pont de Québec                                                                              |
| 1998  | Génie civil                                | Le drapeau du Canada à l'Hôtel de ville de Québec                                                                                 |
| 1999  | Génie chimique                             | $alt Lake City 2002 |
| 2000  | Génie civil                                | Paquets de cigarettes géants avec des slogans anti-tabac                                                                          |
| 2001  | Chimie                                     | Communiqué annonçant le démantèlement du «Colosse» de la Place de Paris et de son retour en France                                |
| 2002  | Génies électrique et informatique          | Faux billets de contraventions pour raisons anodines de la ville de Sainte-Foy                                                    |
| 2003  | Génies électrique et informatique          | Contraventions pour piratage de signaux satellites                                                                                |
| 2004  | Génie mécanique                            | Avis d'expropriations pour la poursuite de l'autoroute de la Capitale                                                             |
| 2005  | Géologie et génie géologique               | Simulation de la chute d'une météorite                                                                                            |
| 2006  | Génies électrique et informatique          | Avis d'infraction au cinémomètre                                                                                                  |
| 2007  | Génies civil et des eaux                   | Panneaux de signalisation indiquant la présence de nids de poule                                                                  |

### L'Activité avec un Grand «A» (AGA)
En 2008, dans le contexte des festivités entourant le 400e anniversaire de la ville de Québec, la principale activité du Festival fut le Legs. Chaque département devait donner un «cadeau» à la ville, et les points étaient attribués selon l'originalité et l'impact positif que cela apportait au Festival. Ainsi, le Legs poursuivait la tradition de «grandeur» apportée par la Course à l'Exploit, mais sans le côté négatif associé aux Exploits de mauvais goûts.
L'année suivante, en 2009, le Festival faisait place à une nouvelle grande activité : le Recueil. Les étudiants des différents départements devaient donc écrire un conte pour enfants, puis vendre le recueil de contes. Les profits de la vente (4500$) furent remis au Club des petits déjeuners du Québec. De plus, les contes furent mis sous forme de pièces de théâtre et furent présentés devant des enfants d'une école de la région.
Depuis 2010, l'activité principale du Festival a pris le nom de l'AGA : l'Activité avec un Grand «A». Elle a perdu peu à peu sa vocation à avoir un impact positif parmi les gens du public. Mais en 2015, l'AGA a repris son but premier en visant à effectuer des actes de bénévolat et d'aide à la communauté pour redorer l'image du Festival de Sciences et Génie.

## Thèmes
À partir de la huitième édition (janvier 1983), chaque Festival avait une phrase thématique, un slogan, qui le distinguait des éditions précédentes.
- 1983 : Je m'y intègre
- 1984 : La tête en fête
- 1985 : J'pense donc j'y suis
- 1986 : Heureux ceux qui festivalent
- 1987 : Une faculté qui oublie
- 1988 : Une sommation de plaisir!
- 1989 : Moi je m'en mêle
- 1990 : Plus on est de fous, plus on le devient!
- 1991 : Quand la faculté s'y met...
- 1992 : Quand la science met son génie à festoyer
- 1993 : Un événement majeur
- 1994 : L'intégral
- 1995 : Infiniment FOU!
- 1996 : L'expérience explosive
- 1997 : On y voit double!
- 1998 : ?
- 1999 : Lâchez votre Fou
- 2000 : Encore debout et toujours plus fou
- 2001 : Fou de son temps, fou tout le temps
- 2002 : Une histoire de fou
- 2003 : Entrez dans le beat
- 2004 : Nuits de Fou
- 2005 : 30 ans de folie
- 2006 : Le fou sort du bacc
- 2007 : Le fou ne meurt jamais!
- 2008 : Fou d'une vieille de 400 ans!
- 2009 : Il était un fou!
- 2010 : Au rythme du Fou!
- 2011 : À la conquête du Fou!
- 2012 : La Folie des Grandeurs!
- 2013 : Génération Fou!
- 2014 : Attache ton Fou!
- 2015 : L'œuvre d'un fou
- 2016 : Et Dieu créa le Fou!
- 2017 : Un univers de fous!
- 2018 : Le Fou 2.0 - Les enfants de la réforme
- 2019 : Le fou tout-terrain
- 2020 : Le tour du monde en 45 fous
- 2021 : Apocalypse de fou
- 2022 : Le fou fleurit!
- 2023 : Le fou dans le chapeau
- 2024 : Le Kung-Fou
- 2025 : Retour vers le Foutur

## Divers
Luc Langevin, magicien, ayant fait ses études en génie physique à l'Université Laval, a réalisé de nombreuses performances dans le cadre des soirées «Gong-Show» du Festival.
Le Bonhomme Carnaval a fait de nombreuses apparitions au Festival, notamment lors de l'activité du Bain de neige.
Une équipe de l'exécutif du 37e Festival de Sciences et Génie a participé au quiz télévisé L'Union fait la force. Les émissions furent diffusées à Radio-Canada du 28 novembre au 2 décembre 2011.